# Ficus cordatula
Ficus cordatula är en mullbärsväxtart som beskrevs av Elmer Drew Merrill. Ficus cordatula ingår i släktet fikonsläktet, och familjen mullbärsväxter. Inga underarter finns listade i Catalogue of Life.